# Hang on the Box
Hang on the Box est un groupe de rock chinois provenant de Pékin formé en 1998, dont la musique s'inscrit dans le courant Riot grrrl.
Elles écrivent et chantent leurs paroles en anglais.

## Histoire
Wang Yue et Yilina, amies de lycée et passionnées de musique, ont dès 1997 le désir de monter un groupe de rock féminin. Alors qu'elles travaillent dans un magasin de musique qui passe la chanson Should I Stay Or Should I Go? de The Clash, elles sympathisent avec Yang Fan. Toutes les trois, elles décident de former un groupe qu'elles nomment Hang on the Box, d'après un rêve de Yilina.
Le groupe monte sur scène pour la première fois le 20 juillet 1998. Wang Yue est à la guitare et au chant, Yilina à la basse et Yang Fan à la batterie. L'année suivante, elles rencontrent Shenggy qui remplace Yang Fan.
En mai 2000, le groupe sort les titres Yellow Banana et I'm not sexy en Chine sur le label Scream, et au Japon sur Benten.
Leur premier album Yellow Banana sort au Japon en avril 2001, suivi l'année suivante par Di Di Di sur les mêmes labels.
En 2003, le groupe fait une tournée dans 9 villes américaines et notamment au SXSW festival d'Austin. Il enregistre la chanson I'm Sick pour un album japonais hommage à Bruce Lee et fait une seconde tournée aux États-Unis.
En septembre 2004, Hang on the Box sort l'EP Foxy Lady qui contient notamment une reprise de Jimi Hendrix. Les nouvelles chansons montrent que le groupe a évolué vers le krautrock et la new wave.

## Discographie
- 2002: Di Di Di Benten Records
- 2003: For Every Punk Bitch And Arsehole (compilation)
- 2004: Foxy lady (EP) Jingwen Record Co., Ltd/Scream Records
- 2007: No More Nice Girls
- 2013: Kiss Kiss, Bang Bang
- 2017: Oracles